# Rừng nguyên sinh Xà Bang
Rừng nguyên sinh Xà Bang hay còn gọi là rừng nguyên sinh Bàu Sen, là một mảng rừng nguyên sinh nhỏ nằm ở cực bắc tỉnh Bà Rịa – Vũng Tàu. Vị trí rừng thuộc xã Xà Bang, huyện Châu Đức.

## Sinh thái
Địa hình của rừng là vùng trũng thấp ngập nước, nhiều suối.
- Thực vật lớn có nhiều cây gỗ quý như sao, dầu, còng,[1] bời lời,...với chiều cao hơn 20m.[2]
- Động vật có nai, heo rừng, khỉ, hổ, các loài bò sát và chim.[1]

Hiện tại rừng đã bị suy kiệt nặng nề, chủ yếu do dân địa phương khai phá. Từ năm 1975, diện tích rừng 120 ha ban đầu ngày càng bị thu hẹp, hiện chỉ còn 63 ha. Bao quanh rừng là các phần đất sình lầy và rừng cao su rộng lớn. Về phía nam khu rừng có hồ Bảy Mẫu và hồ Bàu Sen.

## Dân tộc địa phương
Khu vực là nơi có dân tộc Chơ Ro sinh sống. Người dân địa phương sinh sống, xây nhà và đường giao thông bao quanh toàn bộ khu rừng nguyên sinh nhỏ bé này.

## Lịch sử
Trong thời gian Chiến tranh Việt Nam, từ năm 1965 khu rừng là nơi cung cấp hậu cần quan trọng cho quân Giải phóng miền Nam, được dùng phục vụ trận Bình Giã và trận Tầm Bó. Căn cứ do tỉnh đội Bà Rịa-Long Khánh, du kích xã Ngãi Giao, Cẩm Mỹ lập nên. Tại đây có các trạm quân y tiền phương, công binh xưởng, trung tâm liên lạc hợp đồng tác chiến, và cả hầm ngầm. Nơi đây cũng diễn ra hàng loạt trận đánh giữa quân Mỹ và quân Giải phóng miền Nam, trong đó chiến sự ác liệt nhất diễn ra vào ngày 17 tháng 2 năm 1966, ngày 18 và 19 tháng 6 năm 1967.
Ngày 28 tháng 7 năm 1983, khu rừng đã được công nhận là di tích lịch sử - cách mạng cấp tỉnh, với tên gọi Di tích lịch sử cách mạng khu căn cứ Bàu Sen.
Phía nam khu rừng là Khu văn hóa Bàu Sen, một khu du lịch địa phương. Năm 2007, Sở Văn hóa Thể thao Du lịch Bà Rịa – Vũng Tàu cho xây dựng tượng đài chiến thắng Tầm Bó nằm bên trong khu di tích lịch sử Bàu Sen. Tượng đài cao 11,2 m, trong đó nhóm tượng cao 8,2 m, mảng phù điêu thể hiện nội dung 3 chiến dịch Kim Long, Tầm Bó, Chòi Đồng với diện tích khoảng 70 m2 và sân lễ, hệ thống hạ tầng kỹ thuật, sân vườn, cây xanh,...tổng diện tích khu tượng đài là 2.459 m2.